# Juan José Flores (paroisse civile)
Pour les articles homonymes, voir Flores.
Juan José Flores est l'une des huit paroisses civiles de la municipalité de Puerto Cabello dans l'État de Carabobo au Venezuela. Constituant l'une des six divisions territoriales de la ville de Puerto Cabello, cette paroisse paroisse civile a de facto pour capitale cette dernière.

## Géographie

### Démographie
Bien que Juan José Flores constitue de facto l'un des quartiers de la ville de Puerto Cabello, notamment ses quartiers ouest, elle n'en reste pas moins elle-même divisée en quartiers distincts, et compte d'autres localités :
- 23 de Enero
- Bartolomé Salom[1]
- El Milagro
- El Palito
- La Libertad
- La Sorpresa
- Los Laceros
- Portuario
- San José
- Santa Lucía
- Taborda
- Urbanización Cumboto
- Urbanización Cumboto Norte
- Urbanización La Beliza